# Kizawa Nagamasa
Kizawa Nagamasa est un nom japonais traditionnel ; le nom de famille (ou le nom d'école), Kizawa, précède donc le prénom (ou le nom d'artiste).
Kizawa Nagamasa (木沢長政) est un daimyo de la période Sengoku de l'histoire du Japon.
Nagamasa construit le château de Shigisan pour le compte du clan Hatakeyama en 1536, une réussite qui lui vaut le titre de shugo de la province de Yamato. En 1561, il s'avance dans la région de Shiga où il défait le clan Rokkaku à la bataille de Maibara en recourant à des ninjas de la province d'Iga pour lancer une attaque. Le château lui appartient un temps mais les Rokkaku le lui reprennent avant sa couteuse victoire.